# NGC 5470
NGC 5470 est une galaxie spirale vue par la tranche et située dans la constellation de la Vierge. Sa vitesse par rapport au fond diffus cosmologique est de 1 276 ± 19 km/s, ce qui correspond à une distance de Hubble de 18,8 ± 1,4 Mpc (∼61,3 millions d'al). NGC 5470 a été découverte par l'astronome britannique John Herschel en 1883.
La classe de luminosité de NGC 5470 est II et elle présente une large raie HI.
À ce jour, huit mesures non basées sur le décalage vers le rouge (redshift) donnent une distance de 23,775 ± 2,656 Mpc (∼77,5 millions d'al), ce qui est légèrement à l'extérieur des valeurs de la distance de Hubble. Puisque cette galaxie est relativement rapprochée du Groupe local, cette distance est peut-être plus près de sa distance réelle que la distance de Hubble. Notons que c'est avec la valeur moyenne des mesures indépendantes, lorsqu'elles existent, que la base de données NASA/IPAC calcule le diamètre d'une galaxie. Notons que c'est avec la valeur moyenne des mesures indépendantes, lorsqu'elles existent, que la base de données NASA/IPAC calcule le diamètre d'une galaxie et qu'en conséquence le diamètre de NGC 5470 pourrait être d'environ 14,2 kpc (∼46 300 al) si on utilisait la distance de Hubble pour le calculer.

## NGC 5470 et l'amas de la Vierge III
Selon le site WEB « Un Atlas de l'Univers » écrit par Richard Powell, l'amas de la Vierge III renferme huit groupes de galaxies (NGC 5248, de NGC 5364, de NGC 5506, de NGC 5566, de NGC 5638, de NGC 5746, de NGC 5775 et de NGC 5846) ainsi que 13 galaxies qui ne font pas partie de ces groupes. NGC 5470 est l'une de ces galaxies.